# Nektários Alexándrou
Nektários Alexándrou (en grec moderne : Νεκτάριος Αλεξάνδρου) est un footballeur international chypriote, né à Nicosie le 19 décembre 1983, qui joue actuellement pour le Doxa Katokopias.

## Palmarès
APOEL Nicosie
- Champion de Chypre en 2002, 2004, 2009, 2011, 2013, 2014, 2015, 2016 et 2017.
- Vainqueur de la Coupe de Chypre en 2006, 2014 et 2015.
- Vainqueur de la Supercoupe de Chypre en 2009, 2011 et 2013.
- Coupe de Chypre Finaliste : 2017.

 AEL Larissa
- Vainqueur de la Coupe de Grèce en 2007.